# Francisco Constanzo
Francisco Constanzo Milano (* 4. November 1912 in Montevideo; † nach 1936) war ein uruguayischer Boxer.

## Biografie
Francisco Constanzo, trat bei den Olympischen Sommerspielen 1936 in Berlin im Weltergewicht an. In der ersten Runde wurde er in seinem Kampf gegen den Franzosen Roger Tritz disqualifiziert. Woraufhin Constanzos Anhänger den Ring umzingelten und drohten, dem Ringrichter die Kehle durchzuschneiden.